# 楽長
楽長（がくちょう）
1. カペルマイスター（独:Kapellmeister）。欧州の合唱団や管弦楽団における、指導者である。指揮者の同意語と理解される場合も多い。
2. 楽長（がくちょう[1]）は1872年（明治5年）から1876年（明治9年）にかけての海兵隊の下士の官名で、楽隊長（がくたいちょう[1]）・楽隊次長（がくたいじちょう[1]）に次ぎ、鼓長と同等、楽師・鼓次長の上にあたる[2] [注釈 1]。
3. 楽長（がくちょう[1]、[注釈 2]）は1875年（明治8年）から1883年（明治16年）にかけての日本陸軍の軍楽部准士官の官名[10]。
4. 楽長（がくちょう[1]）は1876年（明治9年）から1886年（明治19年）にかけての日本海軍の軍楽隊の准士官の官名[7] [注釈 3]。また、それが転じた俗語。
5. 軍楽長（ぐんがくちょう[13]）は1883年（明治16年）からの日本陸軍の軍楽部准士官の官名で[14]、1885年（明治18年）から1899年（明治32年）にかけて軍楽部士官及び軍楽部准士官の官名となる[注釈 4]。
6. 軍楽長は1897年（明治30年）から1915年（大正4年）にかけて日本海軍の軍楽隊の士官の官名で、准士官である軍楽師の上にある[18]。1915年（大正4年）から1920年（大正9年）にかけては海軍軍楽長を特務士官に分類した[19] [注釈 5]。
7. 陸軍楽長は1899年（明治32年）から1937年（昭和12年）にかけての日本陸軍の軍楽部士官の官名[17] [注釈 6]。

## カペルマイスター
欧州での楽長は、もともとは指揮者としてだけではなく、その楽団、古くは宮廷や市の作曲家や編曲者であり、さらに組織上の任務も担った。15世紀から19世紀にかけて、それぞれの音楽団体における創造的な統率者であった。宮廷楽長（ドイツ語: Hofkapellmeister）には、ハイドンやサリエリがいた。なお楽長はこの当時、公的に宮廷あるいは市から授与される名誉称号にもなった。
18世紀半ばからは、各劇場に楽長が置かれるようになった。稽古をつけ、公演を行う一方で、演目の絶え間ない更新のために尽力した。19世紀中ごろ、アドルフ・ミュラー1世は、舞台作品のための広範な新曲を600以上も書き、フランツ・フォン・スッペは、高貴なオペラの稽古をつける仕事をする傍ら、サーカスの音楽を書き、後にオペレッタを作曲した。
弦楽器を含む楽団の場合、コンサートマスターが同時に楽長を務めたり、代理を務めることも多かった。これは特に舞曲において一般的であり、ヨハン・シュトラウス1世、そしてヨハン・シュトラウス2世（若年期）は、彼らの楽団を率いてヴァイオリンを夜通し演奏、昼間は新曲を書いていた。
1900年ごろには、指揮者と作曲家がそれぞれの職種として別れていくようになった。グスタフ・マーラーは、伝統にのっとって指揮も作曲もした音楽家であったが、生前は、作曲家としての正当な評価をされたとは言い難い。
複数の指揮者を抱える歌劇場においては、カペルマイスター（Kapellmeister）は今日もなお職業名として使われる。一般的に音楽総監督に次ぐ指揮者として第一カペルマイスターが置かれるが、ゲヴァントハウス管弦楽団の首席指揮者が伝統的にGewandhauskapellmeister（ゲヴァントハウスカペルマイスター）と呼ばれるなどの例もある。

## 日本海軍における楽長
善行章を1本着けた二等兵を表す下士官兵の俗語として使われた。3年以上勤務して一等兵に進級できないということは人物に問題があることを意味し、新兵からは恐れられた。これは軍楽隊の進級が遅いことに由来するものである。